# 979
سنة 979 م كانت سنة بسيطة تبدأ يوم الأربعاء (الرابط يظهر نموذج التقويم الكامل للسنة) من التقويم اليولياني.

## أحداث
- تأسيس مدينة بروكسل وتقع حاليا في بلجيكا.

## مواليد
- أصبغ المهري
- المقتنى بهاء الدين

## وفيات
- أحمد بن الجزار